# Huracán Michael
El huracán Michael fue el tercer huracán del Atlántico más intenso en tocar tierra en los Estados Unidos en términos de presión barométrica, detrás del huracán Camille del huracán del Día del Trabajo de 1935 y la tormenta más fuerte en términos de vientos máximos sostenidos para golpear el Estados Unidos contiguos desde Andrew en 1992. Además, fue la tormenta más fuerte registrada en el Panhandle de Florida, y fue el cuarto huracán más fuerte en los Estados Unidos contiguos, en términos de vientos máximos sostenidos.
Michael, la decimotercera tormenta nombrada, el séptimo huracán y el segundo huracán mayor de la temporada de huracanes del Atlántico de 2018, se originó en una amplia área de baja presión que se formó en el Mar Caribe suroccidental el 2 de octubre. La perturbación se convirtió en una depresión tropical el 7 de octubre, después de casi una semana de lento desarrollo. Al día siguiente, Michael se había intensificado hasta convertirse en un huracán cerca del extremo occidental de Cuba, a medida que avanzaba hacia el norte. El huracán se fortaleció rápidamente en el Golfo de México, alcanzando un estatus de huracán mayor el 9 de octubre, alcanzando un pico de alta categoría en la escala de huracanes de Saffir-Simpson, convirtiéndose en el huracán más fuerte del Atlántico en formación en el mes de octubre desde el huracán Wilma. 
También se acercaba a Florida Panhandle, Michael alcanzó vientos máximos de 160 mph (260 km/h) cuando tocó tierra cerca de Mexico Beach, Florida, el 10 de octubre, convirtiéndose en el primero en hacerlo en la región como un huracán de categoría 5, y tocando tierra como la tormenta más fuerte de la temporada. A medida que avanzaba tierra adentro, la tormenta se debilitó y comenzó a tomar una trayectoria hacia el noreste hacia la Bahía de Chesapeake, debilitándose a una tormenta tropical sobre Georgia, y pasando a un ciclón extratropical frente a las costas de los estados del Atlántico Medio el 12 de octubre. Un poderoso ciclón extratropical y eventualmente impactó en la península ibérica, antes de disiparse el 16 de octubre.
Para enero de 2019, se habían atribuido al menos 72 muertes a la tormenta, incluidas 57 en los Estados Unidos y 15 en América Central. El huracán Michael causó daños por $25.1 mil millones (2018 USD), incluyendo $100 millones en pérdidas económicas en América Central, daños a los aviones de combate de los Estados Unidos con un costo de reemplazo de aproximadamente $6 mil millones en la Base de la Fuerza Aérea de Tyndall, y al menos $6.23 mil millones en reclamaciones de seguros en los Estados Unidos. Las pérdidas solo en la agricultura superaron los $ 3,87 mil millones. Como una perturbación tropical, el sistema causó grandes inundaciones en América Central en concierto con una segunda perturbación sobre el Océano Pacífico oriental. En Cuba, los vientos del huracán dejaron sin energía a más de 200,000 personas cuando la tormenta pasó al oeste de la isla. A lo largo de la costa de Florida, las ciudades de la playa de México y la ciudad de Panamá sufrieron lo peor de Michael, con daños catastróficos reportados debido a los vientos extremos y la marejada ciclónica. Numerosas casas fueron aplanadas y los árboles cayeron sobre una amplia franja del mendigo. Se midió una ráfaga de viento máxima de 129 mph (208 km/h) en la Base de la Fuerza Aérea de Tyndall cerca del punto de tocar tierra. Mientras Michael recorría el sureste de los Estados Unidos, los fuertes vientos causaron grandes cortes de energía en toda la región.

## Historia meteorológica

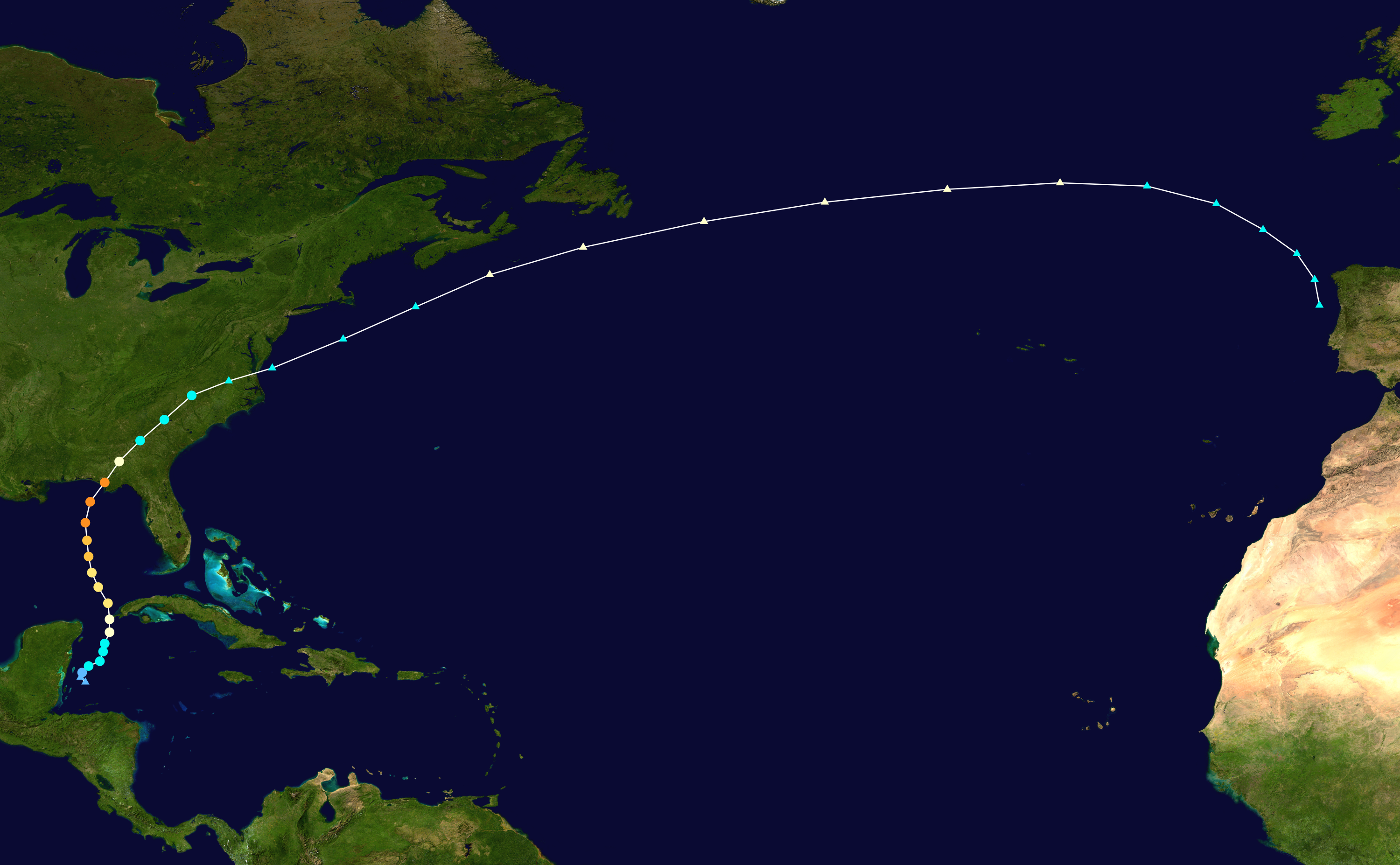
Mapa que traza la trayectoria y la intensidad de la tormenta, de acuerdo con la escala de huracanes de Saffir-Simpson

A principios del 2 de octubre de 2018, el Centro Nacional de Huracanes (NHC, por sus siglas en inglés) comenzó a monitorear un área amplia de baja presión que se había desarrollado sobre el Mar Caribe suroccidental. Si bien los fuertes vientos de nivel superior inicialmente inhibieron el desarrollo, la perturbación gradualmente se organizó mejor a medida que se desviaba generalmente hacia el norte y luego hacia el este hacia la Península de Yucatán. Para el 6 de octubre, la alteración había desarrollado una convección profunda bien organizada, aunque todavía carecía de una circulación bien definida. La tormenta también representaba una amenaza inmediata para la tierra de la península de Yucatán y Cuba. Por lo tanto, el Centro Nacional de Huracanes inició avisos sobre el —Ciclón cropical potencial Catorce— a las 21:00 UTC de ese día. Para la mañana del 7 de octubre, los datos de radar de Belice encontraron un centro cerrado de circulación, mientras que las estimaciones satelitales indicaron un patrón convectivo suficientemente organizado para clasificar el sistema como una depresión tropical. El ciclón tropical recién formado luego se fortaleció rápidamente en la tormenta tropical Michael a las 16:55 UTC de ese día. El naciente sistema serpenteaba antes de que el centro se reubicara más cerca del centro de la convección profunda, según informó un avión de reconocimiento que estaba investigando la tormenta. A pesar de la moderada cizalladura vertical del viento, Michael comenzó a fortalecerse rápidamente, convirtiéndose en una tormenta tropical de alto nivel al principio del 8 de octubre, a medida que el patrón de nubes de la tormenta se organizaba mejor. Se produjo una intensificación continua y Michael alcanzó el estado de huracán más tarde ese mismo día.

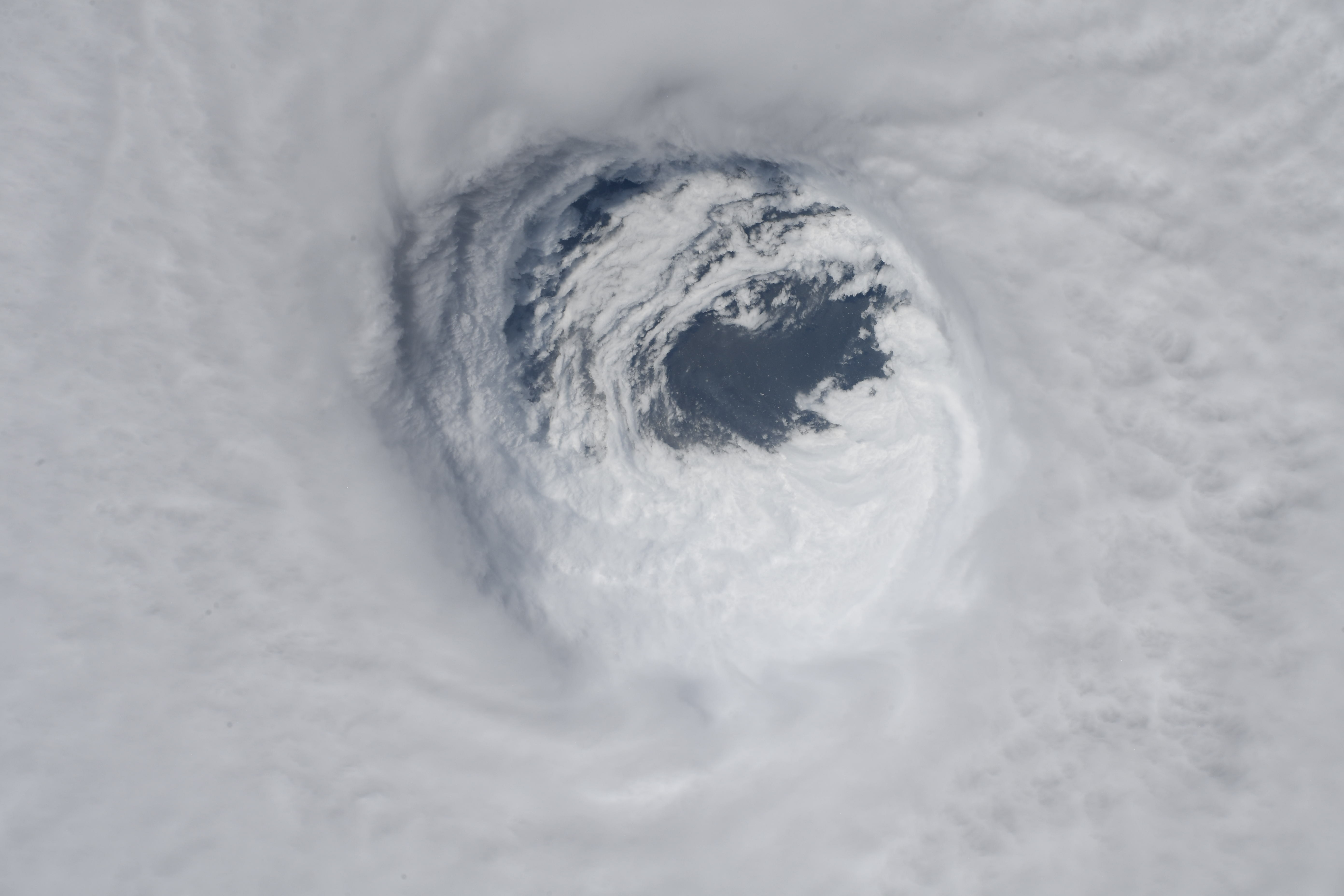
El ojo del huracán Michael visto desde la Estación Espacial Internacional el 10 de octubre.

Poco después, comenzó a producirse una rápida intensificación y se observaron ráfagas muy profundas de convección dentro de la barrera ocular del creciente huracán, a medida que pasaba por el Canal de Yucatán hacia el Golfo de México el 8 de octubre, recortando el extremo occidental de Cuba.  Mientras tanto, se observó que se estaba formando un ojo de 35 millas (65 km) de ancho. El proceso de intensificación se aceleró el 9 de octubre, y Michael se convirtió en un gran huracán a las 21:00 UTC de ese día. Además, se observó que la presión central en el ojo había caído unos 20 mb (0.59 inHg) en el lapso de 6 horas, hasta las primeras horas del 10 de octubre. La intensificación rápida continuó a lo largo del día cuando apareció un ojo bien definido, que culminó con Michael alcanzando su intensidad máxima a las 18:00 UTC de ese día como un huracán de categoría 4 de gama alta, con vientos máximos sostenidos de 155 mph (250 km/h) y una presión central mínima de 919 mbar (27.14 inHg), justo por debajo de la intensidad de categoría 5, ya que tocó tierra en la Costa del Golfo de los Estados Unidos cerca de Mexico Beach, Florida, clasificada por la presión como el tercer huracán del Atlántico más intenso de la historia en tocar tierra a los Estados Unidos. Sin embargo, es posible que Michael haya alcanzado la intensidad de categoría 5 cuando tocó tierra, basándose en el análisis en curso de varias agencias meteorológicas ciudadanas.

El Huracán Michael visto por un radar el 10 de octubre

Una vez en la tierra , Michael comenzó a debilitarse rápidamente, a medida que avanzaba por el sureste de los Estados Unidos, con el ojo disipándose de la vista satelital, debilitándose a una tormenta tropical aproximadamente doce horas después de tocar tierra. Sin embargo, Michael logró llegar a Georgia como un huracán de categoría 3, se convirtió en el primer gran huracán en ingresar al estado desde 1898. Al mudarse a las Carolinas a principios del 11 de octubre, el núcleo interno de la tormenta se derrumbó cuando las bandas de lluvia de la tormenta se hicieron prominentes hacia el norte del centro. Más tarde, ese mismo día, Michael comenzó a mostrar signos de convertirse en un ciclón extratropical, ya que aceleró de este a noreste hacia la costa del Atlántico Medio, y el aire más frío comenzó a envolverse en la circulación alargada, debido a una zona frontal que invade. Posteriormente, durante las primeras horas del 12 de octubre, Michael comenzó a relanzarse mientras se alejaba de la costa, debido al forzamiento baroclínico. Poco después, Michael completó su transición extratropical alrededor de las 09:00 UTC del mismo día, cuando la tormenta se incrustó totalmente en la zona frontal. Posteriormente, Michael aceleró hacia el este y se convirtió en un poderoso ciclón extratropical para el 14 de octubre. El 15 de octubre, el remanente extratropical de Michael se acercó a la península ibérica y giró bruscamente hacia el sureste, tocando tierra en Portugal a principios del 16 de octubre. Después de tocar tierra, el remanente de Michael se debilitó rápidamente y se disipó más tarde el mismo día.

## Preparaciones

### Cuba
Alrededor de 300 personas fueron evacuadas en el oeste de Cuba de la costa debido a la tormenta.

### Estados Unidos

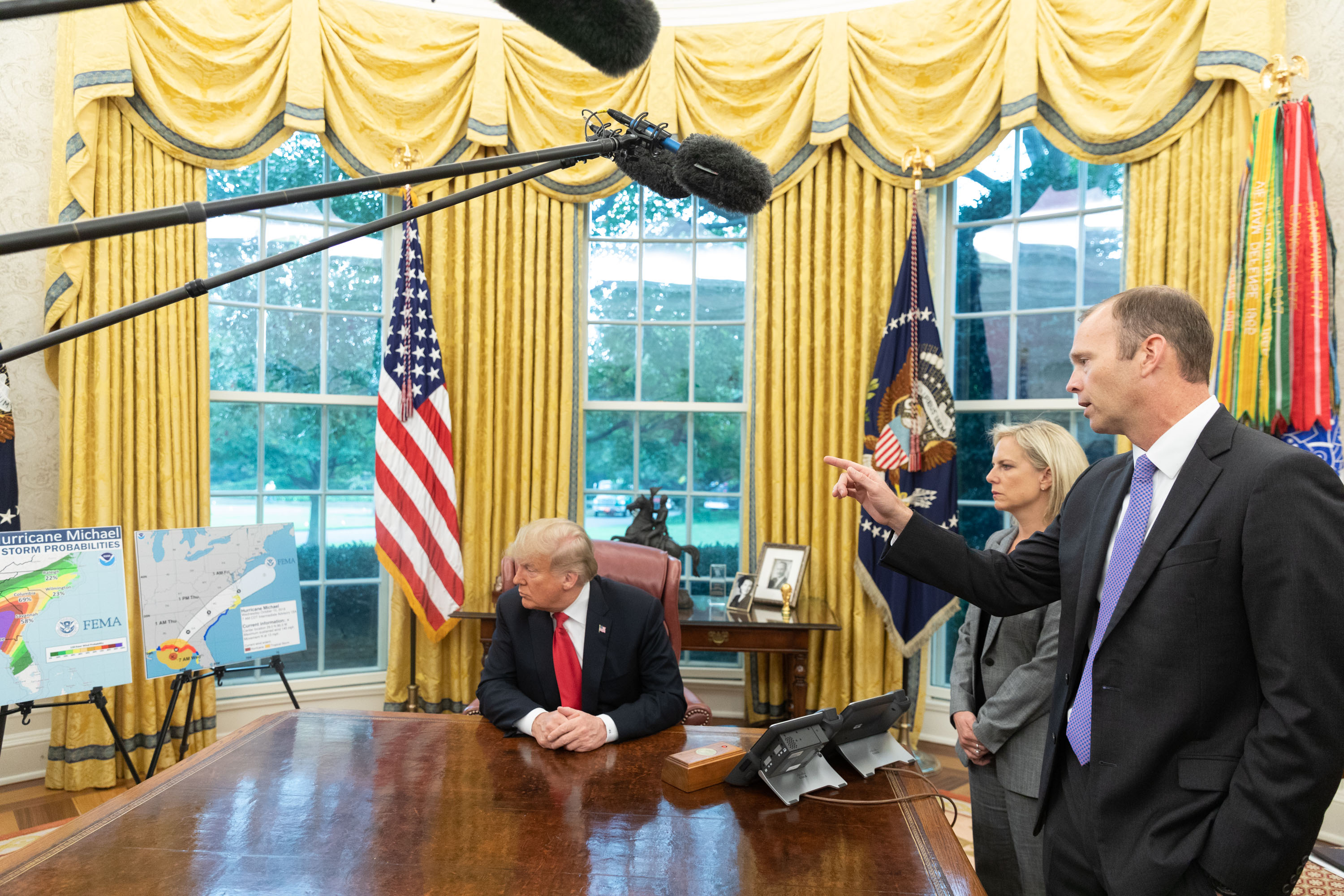
El presidente Donald Trump organiza una reunión informativa en la Oficina Oval antes del huracán Michael

El 7 de octubre, el gobernador Rick Scott anunció que declararía un estado de emergencia para la Florida si fuera necesario, y que aconsejaría a los residentes que estuvieran preparados para la tormenta que se avecinaba. Ese día, se declaró un estado de emergencia para 26 condados, y luego se agregaron 9 condados adicionales el 8 de octubre. El gobernador Scott también solicitó que el presidente Donald Trump emitiera una declaración de emergencia en caso de desastre para 35 condados, y Trump aprobó la solicitud el 9 de octubre. Los funcionarios de los condados de Bay, Gulf y Wakulla emitieron órdenes de evacuación obligatorias el 8 de octubre para aquellos que viven cerca de la costa, en casas móviles o en otras viviendas débiles. El campus principal de la Florida State University en Tallahassee y un campus satélite en la Panama City, Florida, se cerraron del 9 al 12 de octubre. La Florida A&M University y el Tallahassee Community College cerraron varios campus hasta el 14 de octubre, mientras que las clases y eventos de los fines de semana se cancelaron en el antiguo.
Las escuelas públicas se cerraron en 26 condados, principalmente en Florida Panhandle. El 8 de octubre, se emitieron advertencias y avisos de huracán y tormenta tropical para la costa del Golfo. El gobernador de Georgia, Nathan Deal, declaró el estado de emergencia para 92 condados en las partes sur y central del estado el 9 de octubre. Varios colegios y universidades en el sur de Georgia se iban a cerrar por unos días. Se pidió a 375,000 personas que evacuaran a medida que la tormenta se fortalecía, con vientos sostenidos de 150 mph (240 km/h) y una marejada ciclónica de hasta 14 pies (4.3 m) prevista.

## Impacto
| País/Región    | Fallecimientos |
| -------------- | -------------- |
| Estados Unidos | 57             |
| Honduras       | 8              |
| Nicaragua      | 4              |
| El Salvador    | 3              |
| Total          | 72             |

### América Central
Los efectos combinados del precursor bajo de Michael y una perturbación en el Océano Pacífico causaron inundaciones importantes en América Central. Ocurrieron al menos 15 muertes: 8 en Honduras, 4 en Nicaragua y 3 en El Salvador. En Honduras, las lluvias torrenciales causaron que al menos siete ríos sobrepasaran sus orillas; Nueve comunidades quedaron aisladas. Más de 1,000 hogares sufrieron daños, de los cuales 9 fueron destruidos, afectando a más de 15,000 personas.  En todo el país, 78 refugios alojaron a personas desplazadas y las agencias de socorro obtuvieron 36 toneladas de ayuda. Cerca de 2,000 hogares en Nicaragua sufrieron daños, y 1,115 personas fueron evacuadas. Un total de 253 viviendas resultaron dañadas en El Salvador. Los daños en toda la región superaron los $ 100 millones.

### Cuba
Alrededor del 70% de la costa de Isla de la Juventud perdió energía. Los fuertes vientos dejaron a más de 200,000 personas sin electricidad en la provincia de Pinar del Río. Los funcionarios enviaron a 500 trabajadores del área eléctrica para restaurar la electricidad.

### Estados Unidos
Según el Edison Electric Institute, en un momento dado, 1,2 millones de clientes de electricidad estaban sin electricidad en varios estados de la costa este y sur. El daño estimado de Michael en los Estados Unidos alcanzó los $25 mil millones.

#### Florida

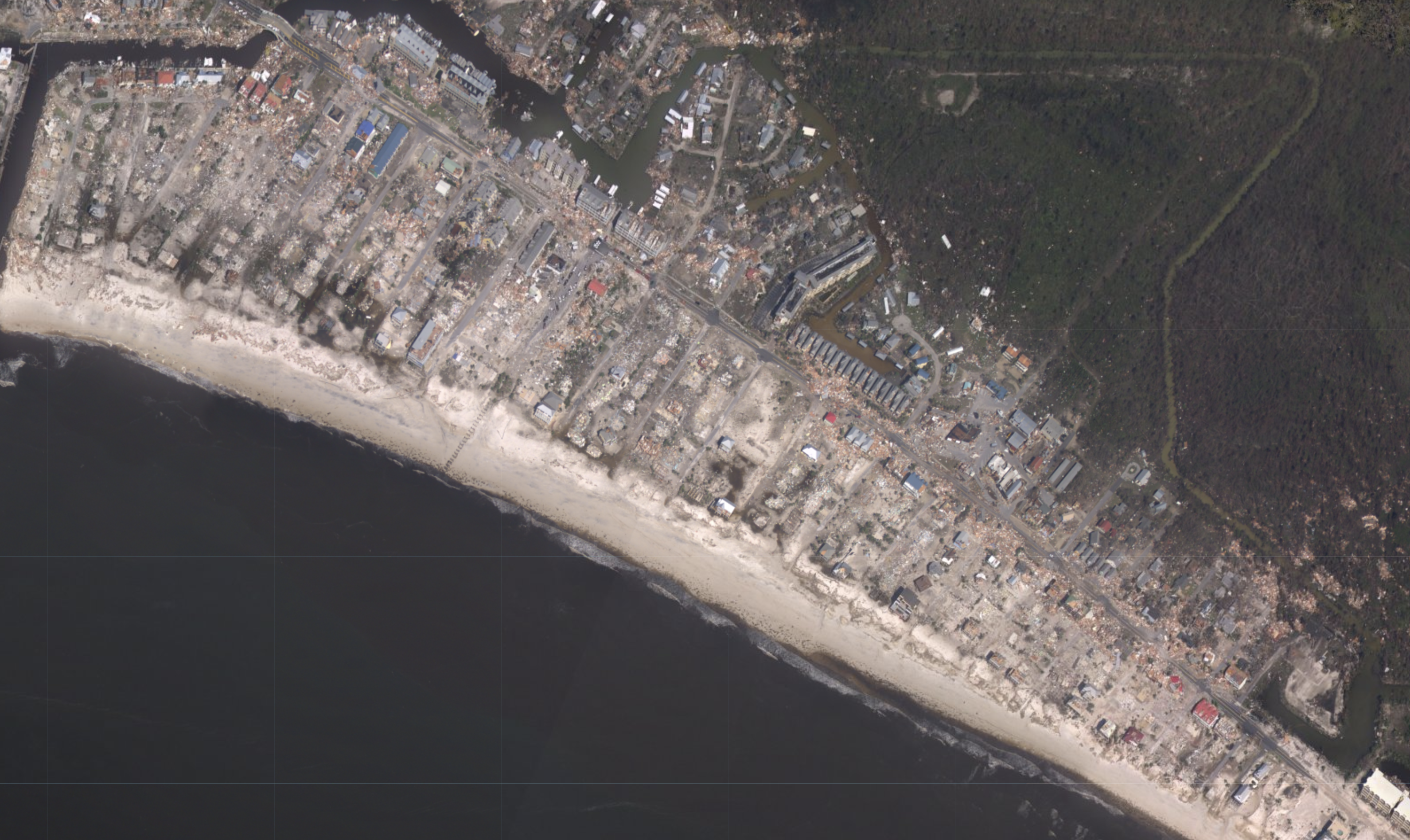
Vista aérea de la catastrófica oleada de tormenta y el daño del viento en la playa de México, Florida, después del huracán Michael. La poderosa oleada barrió numerosas casas y limpió sus cimientos, mientras que los vientos violentos causaron daños estructurales extensos.

Michael tocó tierra como un huracán de categoría 4 de alto nivel, con vientos máximos sostenidos de 155 mph (250 km/h), a las 12:15 CDT (17:15 UTC) el 10 de octubre de 2018, en Mexico Beach, Florida, y cerca de Tyndall Base aérea. Una ráfaga de viento de 139 mph (224 km/h) se registró en la Base de la Fuerza Aérea de Tyndall, junto con vientos sostenidos de 86 mph (138 km/h), antes de que la estación fallara antes de la llegada del anteojos interno de Michael. La base sufrió daños devastadores por el viento después de haber sido impactada directamente por la violenta cortina del ojo del huracán. Todas las estructuras en la base sufrieron daños, y algunas fueron completamente destrozadas por los vientos intensos. Los vehículos se lanzaron a través de estacionamientos y se destruyeron, los grandes hangares se dañaron gravemente y un F-15 que estaba en exhibición se volcó sobre su techo. Los bosques grandes en el área fueron casi completamente aplanados al suelo, mientras que los árboles que permanecieron en pie alrededor de la base fueron despojados y despojados por completo. Varios combatientes F-22 también sufrieron daños, con un valor de reemplazo de alrededor de $6 mil millones si la reparación no es posible.
En el México Beach, se produjo una destrucción catastrófica y generalizada, ya que muchas casas fueron arrasadas o completamente barridas por una marejada ciclónica de 14 pies (4,3 m) y vientos de categoría 4 de alta gama. Los restos de muchas casas estaban dispersos por la ruta 98 de los Estados Unidos, que tenía grandes secciones de pavimento arrastradas. Barrios enteros en el México Beach se redujeron a nada más que losas de cimientos desnudos, y numerosos vehículos, negocios, edificios de apartamentos y hoteles en toda la comunidad fueron destruidos o dañados severamente. Innumerables árboles en el área se rompieron y se desnudaron, incluyendo algunos que sufrieron algún descortezamiento. La Guardia Nacional rescató a unas 20 personas, mientras que se estimó que hasta 285 residentes de la pequeña ciudad pueden haberse quedado. También se produjeron daños severos por marejada ciclónica y vientos intensos en la isla St. George, en Port St. Joe, y en Apalachicola, donde se registró una marejada ciclónica de 8,50 pies (2,59 m). El centro de Port St. Joe sufrió daños extensos, y la marejada de la tormenta dejó barcos y otros escombros depositados en los patios, calles y estacionamientos de la ciudad. El contorno ocular intenso de Michael causó daños estructurales importantes en el interior de Marianna, donde los edificios en el área del centro de la ciudad sufrieron graves daños, dejando las calles cubiertas de ladrillos, madera y escombros estructurales de techos y paredes colapsados. Las casas e iglesias en la ciudad sufrieron graves daños, e innumerables árboles y líneas eléctricas fueron derribados.

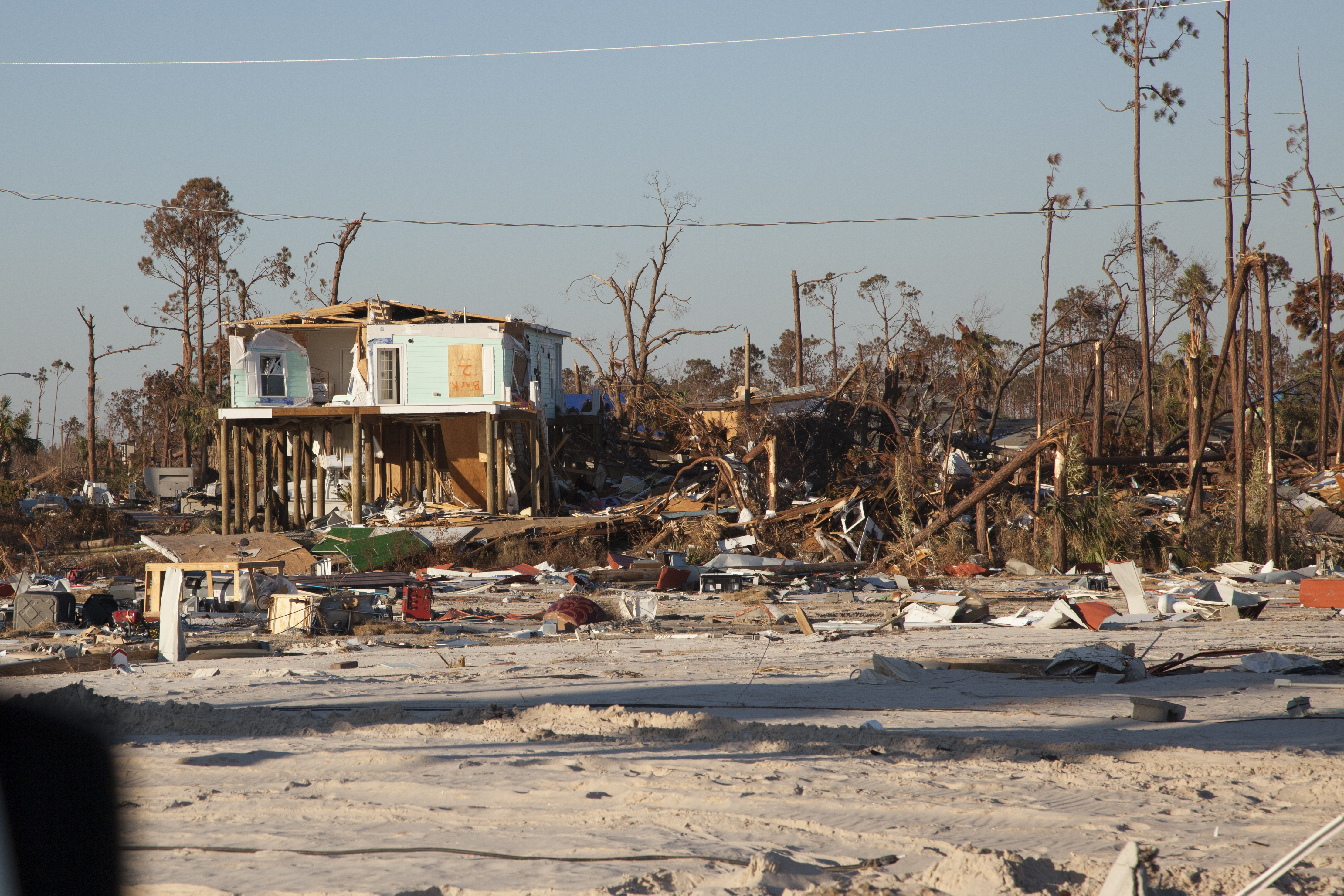
Daño del huracán Michael como se vio el 28 de octubre de 2018 a lo largo de la Ruta 98 de los Estados Unidos

El huracán también dejó caer lluvias torrenciales a lo largo de su camino, alcanzando 5.05 pulgadas (128 mm) cerca de Scotts Ferry. Los escombros en la carretera interestatal 10 provocaron el cierre de la carretera entre el lago Seminole y Tallahassee Lake, una distancia de aproximadamente 80 millas (130 km). En Tallahassee, muchos árboles cayeron por toda la ciudad y aproximadamente 110,000 negocios y hogares se quedaron sin electricidad, mientras que un sistema de alcantarillado falló. En Chattahoochee, el Florida State Hospital, el hospital psiquiátrico más grande y antiguo del estado, se aisló, lo que obligó a dejar caer la ayuda en helicóptero.
La mitad occidental del ojo de Michael pasó directamente sobre Panama City, y los violentos vientos de categoría 4 causaron daños increíbles en toda la ciudad y sus suburbios. Numerosos negocios, incluidos restaurantes, estaciones de servicio, centros comerciales, edificios de oficinas, tiendas minoristas y hoteles sufrieron daños estructurales importantes o fueron destruidos, incluidas varias estructuras que fueron completamente niveladas. En las zonas residenciales, las casas y los edificios de apartamentos perdieron sus techos y paredes exteriores, y muchos árboles se derrumbaron o se rompieron o se deshojaron completamente. Los vehículos se voltearon y volcaron, la escuela secundaria Jinks sufrió la destrucción de su gimnasio y también se descarriló un tren de carga. Los poderosos vientos derribaron varias estaciones de radio y televisión cerca de la ciudad. La afiliada de la NBC, WJHG-TV y la afiliada de la CBS, WECP-LD, fueron las primeras estaciones de transmisión afectadas, ya que su torre de enlace de transmisor/estudio y partes del techo del estudio fueron destruidas.

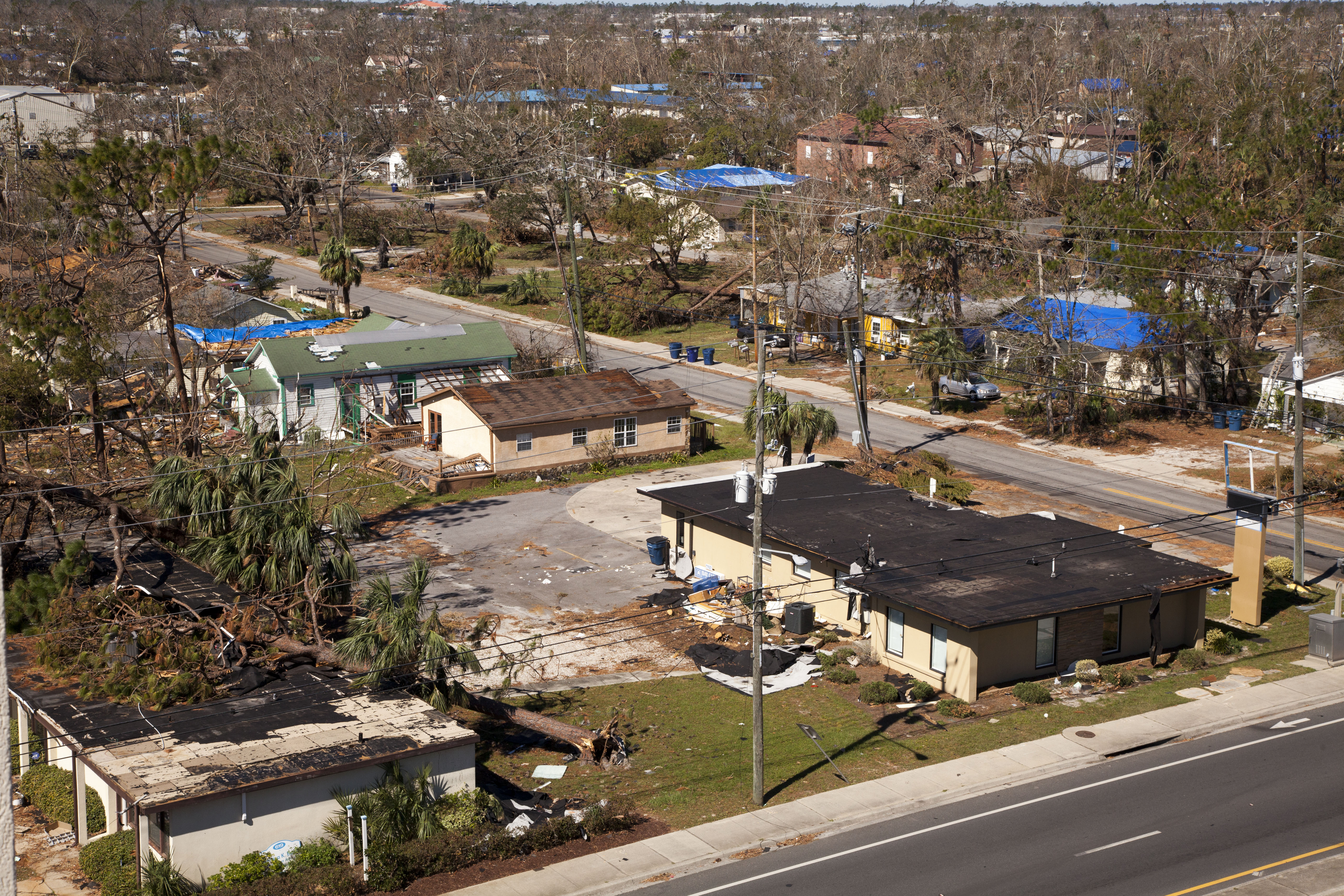
Daño del huracán Michael visto el 21 de octubre de 2018 en Panama City

La afiliada de ABC, WMBB, perdió su principal poder y generador de respaldo alrededor de las 12:15 p. m. CDT. WMBB brindó cobertura en vivo desde sus estaciones hermanas, propiedad de Nexstar Media Group, WFLA-TV en Tampa y WDHN en Dothan, Alabama, la última de las cuales, junto con la afiliada de CBS WTVY, fue eliminada del aire cuando Michael pasó por la región de Wiregrass. El grupo de radio de Panama City de iHeartMedia - WDIZ (590 AM), WEBZ (99.3 FM), WFLF-FM (94.5), WFSY (98.5 FM) y WPAP (92.5 FM) - Cambió a la programación del grupo de la empresa Tallahassee cuando Michael llegó a tierra. antes de que la torre STL en sus instalaciones fuera derribada; Se informó que el personal de la estación quedó atrapado en las instalaciones debido a las inundaciones que también se deslizaron en el edificio. Otras estaciones de radio eliminadas incluyen WASJ [105.1 FM], WKNK [103.5 FM], WPFM [107.9 FM], WRBA [95.9 FM], WILN [105.9 FM], WWLY [100.1 FM], WYOO [101.1 FM], WYYX [97.7 FM], y WKGC-AM-FM, propiedad de Gulf Coast State College (1480 y 90.7). WPAP y WFSY regresaron al aire durante la noche del 10 de octubre con cobertura originada localmente, y WKGC hizo lo mismo con la programación que se originó en el Centro de Operaciones de Emergencia del Condado de Bay y usó al personal de WMBB. Debido al "daño catastrófico" que sufrió su instalación de transmisión en la playa de Panama City después de que recibió daños por el agua cuando una parte colapsada de su torre STL de 150 pies (46 m) perforó un agujero en el techo del edificio, Powell Broadcasting anunció el 13 de octubre que cesaría las operaciones de todas sus estaciones de radio de la ciudad.
Cuatro personas murieron en el condado de Gadsden, y otras tres muertes ocurrieron en Marianna, Condado de Jackson. Un equipo fue descubierto por equipos de rescate en la playa de México el 12 de octubre. Para el 28 de octubre, se confirmó oficialmente que un total de 35 personas habían sido asesinadas por el huracán en Florida, y cientos aún no han sido contabilizadas. Para el 11 de enero de 2019, el número de muertos en la Florida había aumentado a 47.
Aproximadamente 3 millones de acres de madera fueron dañados o destruidos en todo el estado, con un costo estimado de $1.3 mil millones. La pérdida agrícola total en todo el estado fue de $1.49 mil millones, mientras que la pérdida de propiedad fue de casi $5 mil millones. Las reclamaciones de seguros fueron de $5,53 mil millones.

#### Georgia

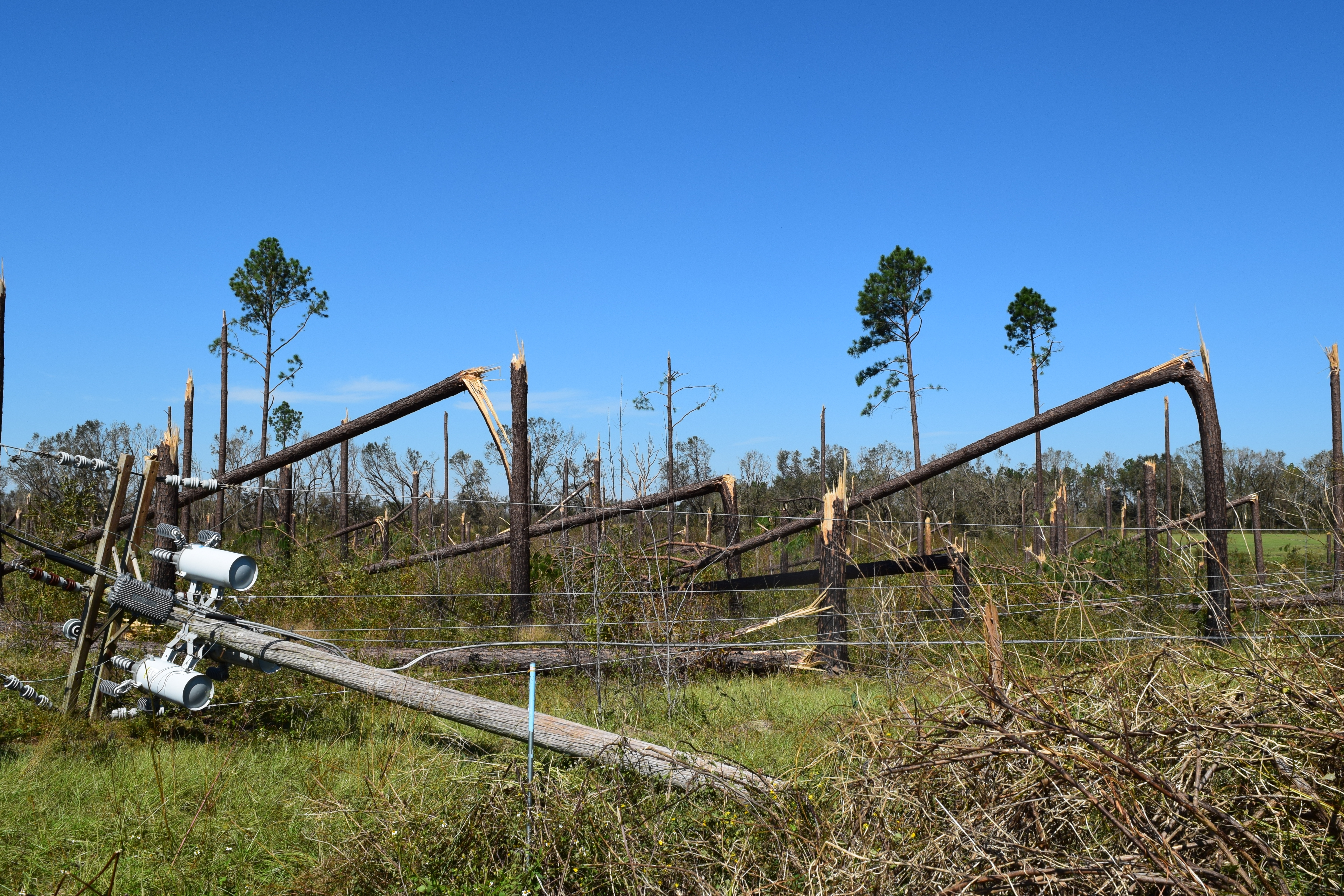
Árboles caídos y líneas eléctricas en la ruta estatal 253 cerca del condado de Seminole en Georgia

En el sur de Georgia, los vientos sostenidos alcanzaron un máximo de 115 mph (185 km/h) en Donalsonville, donde se produjeron daños significativos en estructuras y árboles. Se observaron ráfagas de viento con fuerza de tormenta tropical tan al norte como Atenas y Atlanta. Más de 400,000 clientes de electricidad en Georgia se quedaron sin electricidad. Al menos 127 carreteras en todo el estado estaban bloqueadas por árboles caídos o escombros. En Albany, donde las ráfagas de viento alcanzaron las 74 mph (118 km/h), 24,270 clientes eléctricos perdieron energía. Numerosos árboles cayeron en casas y caminos, bloqueando alrededor de 100 intersecciones. Los vientos también arrancaron el revestimiento de las casas y rompieron las ventanas del centro de convenciones. Un tornado en el condado de Crawford dañó siete casas. Una niña de 11 años en el condado de Seminole murió luego de que un árbol cayera sobre su casa.
La agricultura en todo el estado sufrió enormes pérdidas. A partir del 18 de octubre, el daño estimado en la industria agrícola solo alcanzó los $2.38-2.990 millones. La silvicultura experimentó las mayores pérdidas con $ 1 mil millones, con aproximadamente un millón de acres de árboles destruidos. Descrito como una "pérdida generacional", las granjas de pacanas en muchas áreas fueron eliminadas. Los agricultores todavía se estaban recuperando de los daños causados por el huracán Irma durante el año anterior. Toda la cosecha en el condado de Seminole se perdió y el 85 por ciento se perdió en Decatur. Inicialmente se esperaba que fuera una cosecha récord, una gran parte de la cosecha de algodón, con un valor estimado de $ 300 a 800 millones, fue eliminada. $480 millones en verduras fueron destruidas. En la industria avícola, más de 2 millones de pollos murieron debido a la tormenta, y la pérdida fue de alrededor de $25 millones. Las reclamaciones de seguros en todo el estado fueron de alrededor de $700 millones.

#### En otras partes
A medida que la tormenta atravesaba Carolina del Norte, 490,000 clientes de Duke Energy se quedaron sin electricidad hasta tarde el 11 de octubre. 342,000 permanecieron sin electricidad en el estado 24 horas después. Un árbol cayó sobre un automóvil en Statesville, matando al conductor. Otros dos murieron en Marion cuando se estrellaron contra un árbol que había caído en una carretera.
En Virginia, cuatro personas, incluido un bombero, fueron arrastradas por las inundaciones, y otro bombero murió en un accidente de vehículo en la carretera interestatal 295. Una sexta muerte fue descubierta cuando se encontró el cuerpo de una mujer el 13 de octubre. Al menos 1,200 carreteras estaban cerradas y cientos de árboles fueron derribados. Hasta 600,000 personas se quedaron sin energía a la altura de la tormenta.
En Maryland, los remanentes de Michael cayeron 7 pulgadas (180 mm) de lluvia durante unas pocas horas en el condado de Wicomico el 11 de octubre. Las inundaciones en el arroyo Rockawalkin dañaron una parte de la Ruta 349 de Maryland, lo que obligó a cerrar la carretera. Los remanentes de Michael inundaron casas en el barrio de Canal Woods en Salisbury.

## Repercusiones

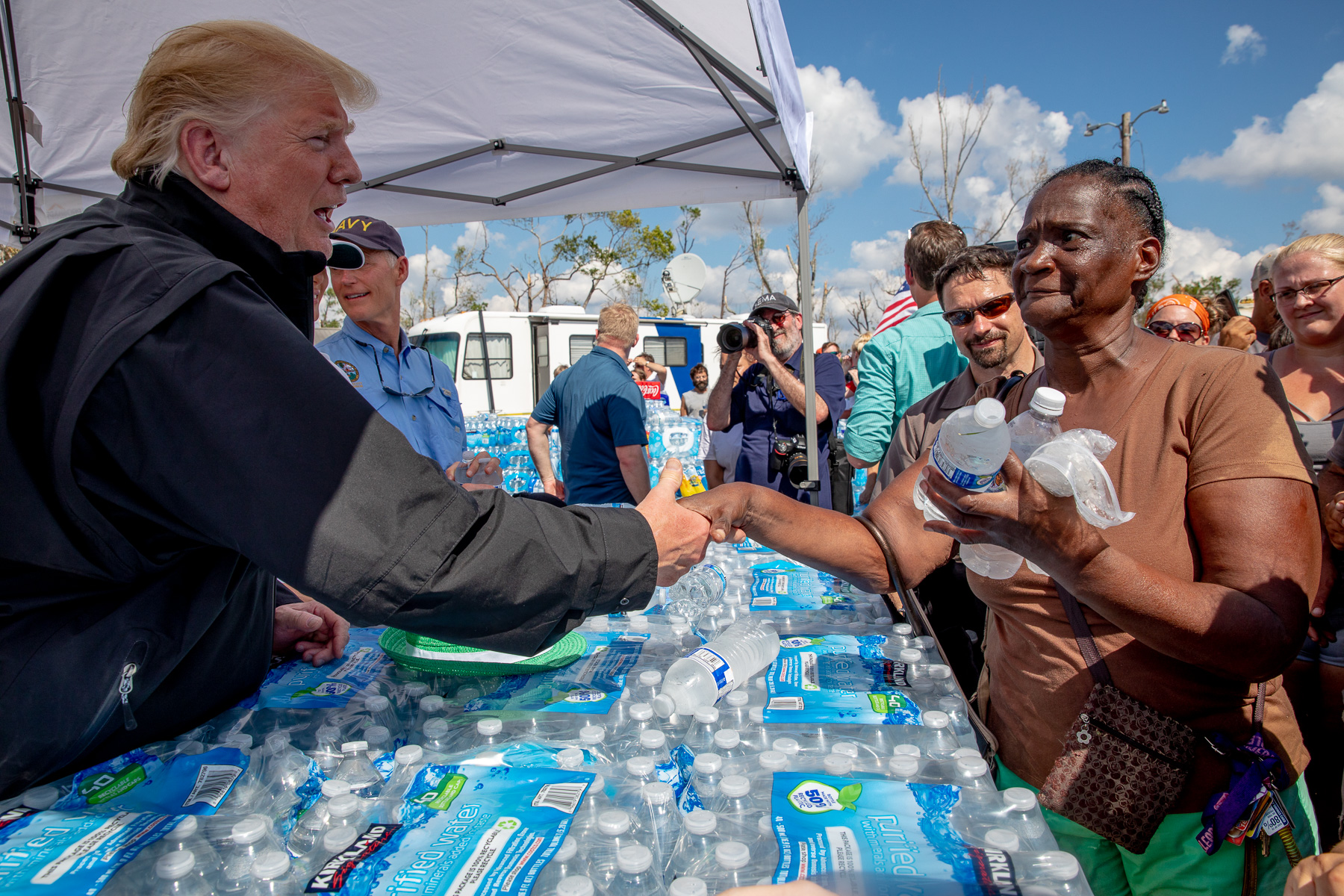
El presidente Trump distribuye agua en Florida el 15 de octubre.

El 9 de octubre de 2018, un día antes de que el huracán Michael tocara tierra, el presidente Donald Trump firmó una declaración de emergencia para Florida, que autorizó a la Agencia Federal para el Manejo de Emergencias (FEMA) para coordinar los esfuerzos en caso de desastre, y Thomas McCool actuó como Oficial Coordinador Federal en el estado. La declaración también autorizó el financiamiento del 75% del costo de las medidas de protección de emergencia y la eliminación de escombros de tormenta en 14 condados de Florida. El gobierno federal también proporcionó el 75% del costo de las medidas de protección de emergencia en otros 21 condados. El 11 de octubre, el presidente Trump declaró un gran desastre en cinco condados: Bay, Franklin, Gulf, Taylor y Wakulla. Los residentes del condado pudieron recibir subvenciones para reparaciones de viviendas, refugios temporales, préstamos para pérdidas de propiedad sin seguro y préstamos comerciales.
Debido al daño de la tormenta en Georgia, el presidente Trump también firmó una declaración de emergencia para Georgia, donde la actividad de FEMA fue coordinada por Manny J. Torro. La declaración autorizó el financiamiento del 75% del costo de las medidas de protección de emergencia y la eliminación de escombros de tormenta en 31 condados de Georgia, y el 75% del costo de las medidas de protección de emergencia en otros 77 condados.

## Récords

Velocidad máxima de los vientos sostenidos y presión mínima del huracán Michael

Con vientos máximos sostenidos de 155 mph (250 km/h) y una presión central de 919 mbar (hPa; 27.14 inHg) al tocar tierra, Michael fue el huracán estadounidense más intenso desde el huracán Camille en 1969, que tuvo una presión central de 900 mbar (hPa; 26.58 inHg), y el más fuerte por la velocidad del viento desde Andrew en 1992, que tenía vientos de 165 mph (270 km/h). Michael empató con el huracán María de 2017 y un tifón en 1900 para el séptimo ciclón tropical más fuerte por viento e impactó a los Estados Unidos (incluidos sus territorios de ultramar), y fue el cuarto más fuerte en impactar el territorio continental de los Estados Unidos. Además, Michael fue el segundo huracán más intenso por la presión para tocar tierra en Florida, detrás del huracán del Día del Trabajo de 1935, y el tercero más fuerte por viento, detrás del huracán de 1935 y Andrew.
Michael fue el segundo huracán registrado más intenso que tocó tierra durante el mes de octubre en la cuenca del Atlántico Norte (incluido el Golfo de México y el Mar Caribe), detrás del huracán Cuba de 1924, y fue uno de los dos únicos huracanes de categoría 4 que tocaron tierra en Florida en octubre; el otro fue Huracán King en 1950. Michael fue también el primer huracán registrado de categoría 4 en golpear el Panhandle de Florida desde que comenzaron los registros confiables en 1851.
Michael es el huracán de categoría 5 que menos tiempo ha tenido con esa fuerza solo mantuvo esa categoría tan solo 30 minutos.
Aunque Michael se debilitó a medida que avanzaba tierra adentro, entró en el suroeste de Georgia como un huracán de categoría 3 con vientos de 115 mph (185 km/h), convirtiéndose en la primera tormenta en impactar al estado como un gran huracán desde 1898.

### Nombre retirado
El 20 de marzo de 2019, en la 41.ª sesión del Comité de Huracanes de la AR IV, la Organización Meteorológica Mundial retiró el nombre de Michael de sus listas de nombres rotativos, debido al daño extremo y la pérdida de vidas que causó en su trayectoria, particularmente en Florida y el sudoeste de Georgia, por lo que su nombre no será usado para la temporada de huracanes del Atlántico en el futuro. Fue sustituido por Milton para la temporada de 2024.